# Radford Semele
Radford Semele est un village du district de Warwick dans le Warwickshire, en Angleterre.
Le nom du village vient d'une famille originaire de Saint-Pierre-de-Semilly en Normandie.